# Apeadeiro de Escoural

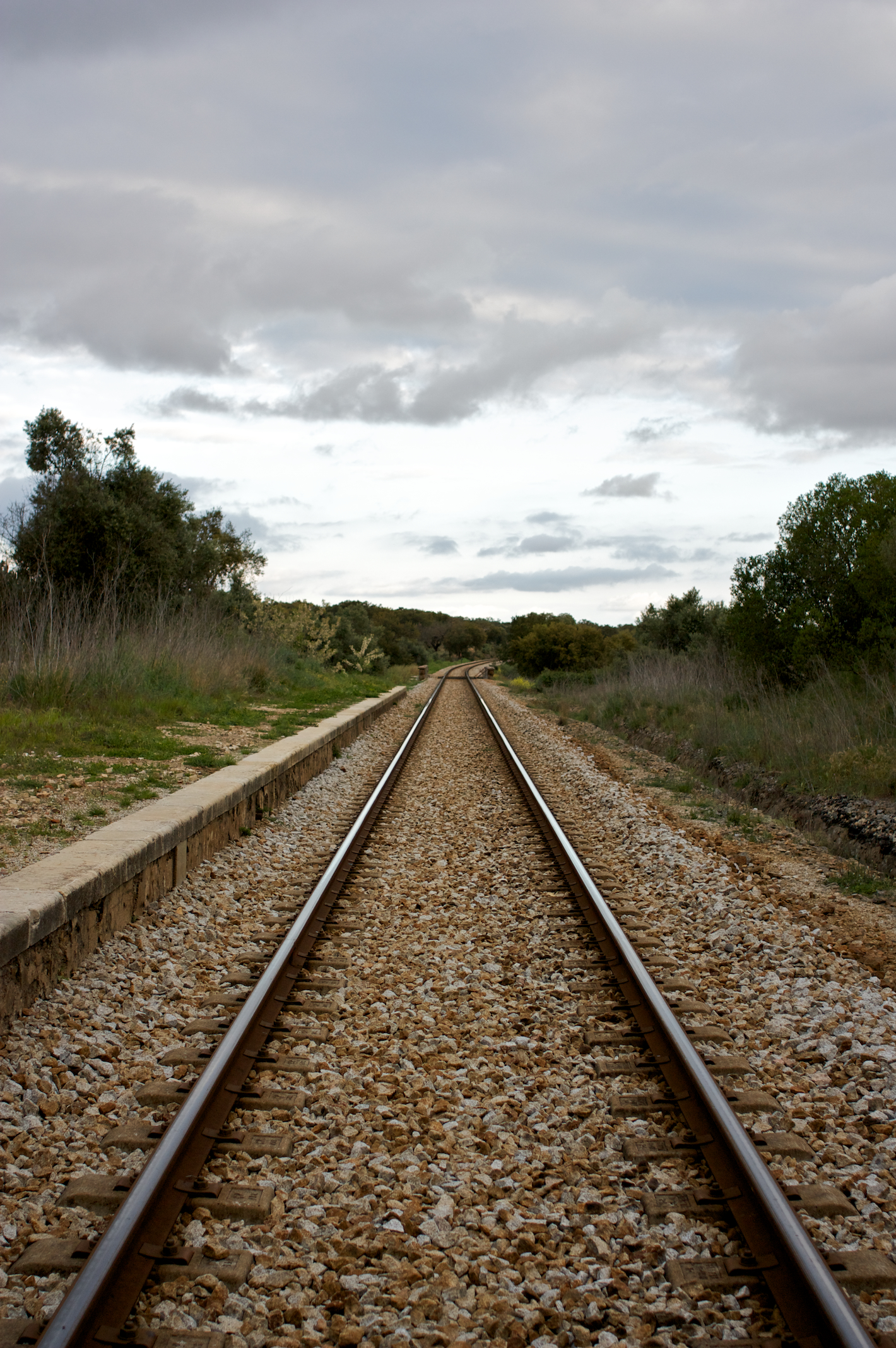
Vestígios do Apeadeiro de Escoural, em 2009

O Apeadeiro de Escoural é uma interface encerrada da Linha do Alentejo, que servia a localidade de Santiago do Escoural, no concelho de Montemor-o-Novo, em Portugal.

## História
Este apeadeiro encontra-se no troço entre Vendas Novas e Casa Branca da então denominada Linha do Sul, que abriu à exploração em 14 de Setembro de 1863, em conjunto com o tramo até Évora da Linha de Évora. Estes lanços foram construídos pela Companhia dos Caminhos de Ferro do Sueste, que foi nacionalizada em 1869.

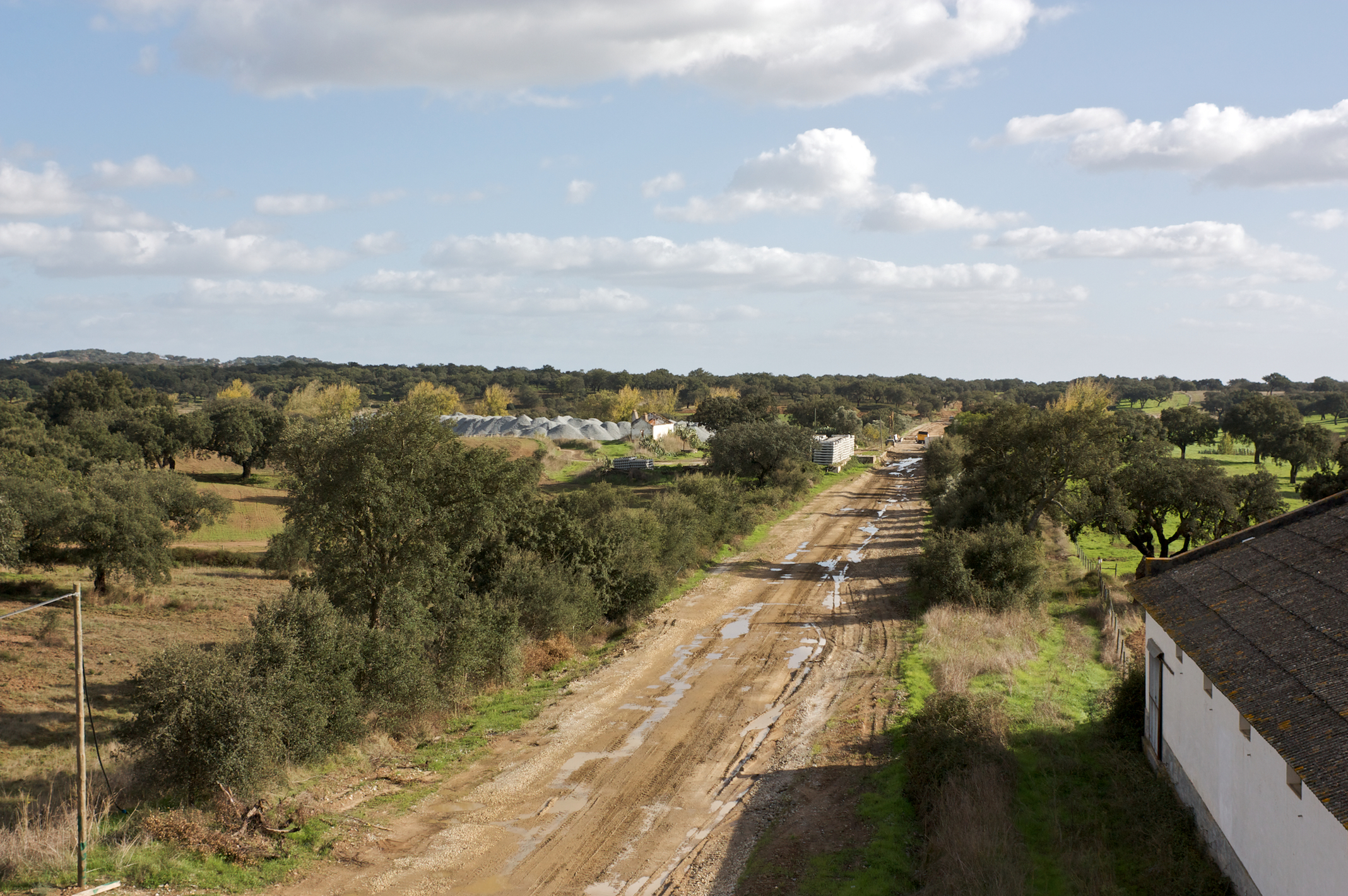
Antigo apeadeiro de Escoural durante as obras de modernização da Linha do Alentejo, em 2010.

Em 11 de Maio de 1927, as linhas dos Caminhos de Ferro do Estado passaram a ser exploradas pela Companhia dos Caminhos de Ferro Portugueses.
Após a integração, a Companhia iniciou um programa de remodelação das vias férreas e das estações, incluindo a estação do Escoural, cujo edifício foi alvo de grandes obras de reparação em 1933. No ano seguinte, a Comissão Administrativa do Fundo Especial de Caminhos de Ferro aprovou a realização de obras nas vias na estação do Escoural, de forma a obter um patamar.

Na década de 1970 este interface tinha a categoria de estação.